# Religió i ritus de la cultura Cucuteni-Trypillia
L'estudi de la religió i els ritus de la cultura Cucuteni-Trypillia ha proporcionat importants coneixements sobre el començament de la història d'Europa. Aquesta cultura existí en els actuals estats del sud-est europeu de Moldàvia, Romania i Ucraïna durant el Neolític i l'edat del coure, d'aproximadament 5500 ae a 2750 ae; milers de ruïnes d'assentaments contenen una gran quantitat d'artefactes arqueològics que testifiquen les seues característiques culturals i tecnològiques.

S'han trobat algunes comunitats de la cultura de Cucuteni-Trypillia que contenen un edifici especial situat al centre del llogaret, que els arqueòlegs han identificat com a «santuaris sagrats». S'han descobert artefactes dins d'aquests santuaris, alguns dels quals han estat intencionadament soterrats dins de l'estructura i són clarament de naturalesa religiosa, i han proporcionat una visió d'algunes de les creences, i potser d'alguns ritus i de l'estructura que tenien els membres d'aquesta societat. A més, també s'han trobat artefactes d'aparent naturalesa religiosa en moltes llars de Cucuteni-Trypillia.Molts d'aquests objectes són figuretes o escultures d'argila. Els arqueòlegs n'han identificat molts com fetitxes o tòtems que devien creure amb poders per ajudar i protegir les persones que els cuiden. Les figuretes de Cucuteni-Trypillia s'han conegut popularment com a "dees"; científicament, però, no ho són. (...) Alguns historiadors com ara Marija Gimbutas n'afirmen que:
| « | ... el nu rígid és representatiu de la mort sobre la base que el color blanc s'associa a l'os (el que apareix després de la mort). Es poden trobar nus rígids en les cultures Hamangia, Karanovo i Cucuteni. | » |

## Artefactes arqueològics
A partir del període pre-Cucuteni III (circa 4800-4600 ae), als assentaments Cucuteni-Trypillia apareixeen edificis especials de santuaris comunals. Continuaren havent-n'hi durant els períodes Cucuteni A i Cucuteni A-B —corresponents a Trypillia B— (circa 4600-3800 ae), però després, per alguna raó, aquests santuaris començaren a desaparéixer, fins al període Cucuteni B (Trypillia C) (circa 3800-3500 ae) només se n'han descobert alguns exemples procedents de l'exploració arqueològica. Aquests santuaris mostren una arquitectura d'estil monumental i incloïen esteles, estàtues, altars i altres artefactes cerimonials i religiosos, de vegades empaquetats en palla dins de ceràmica.

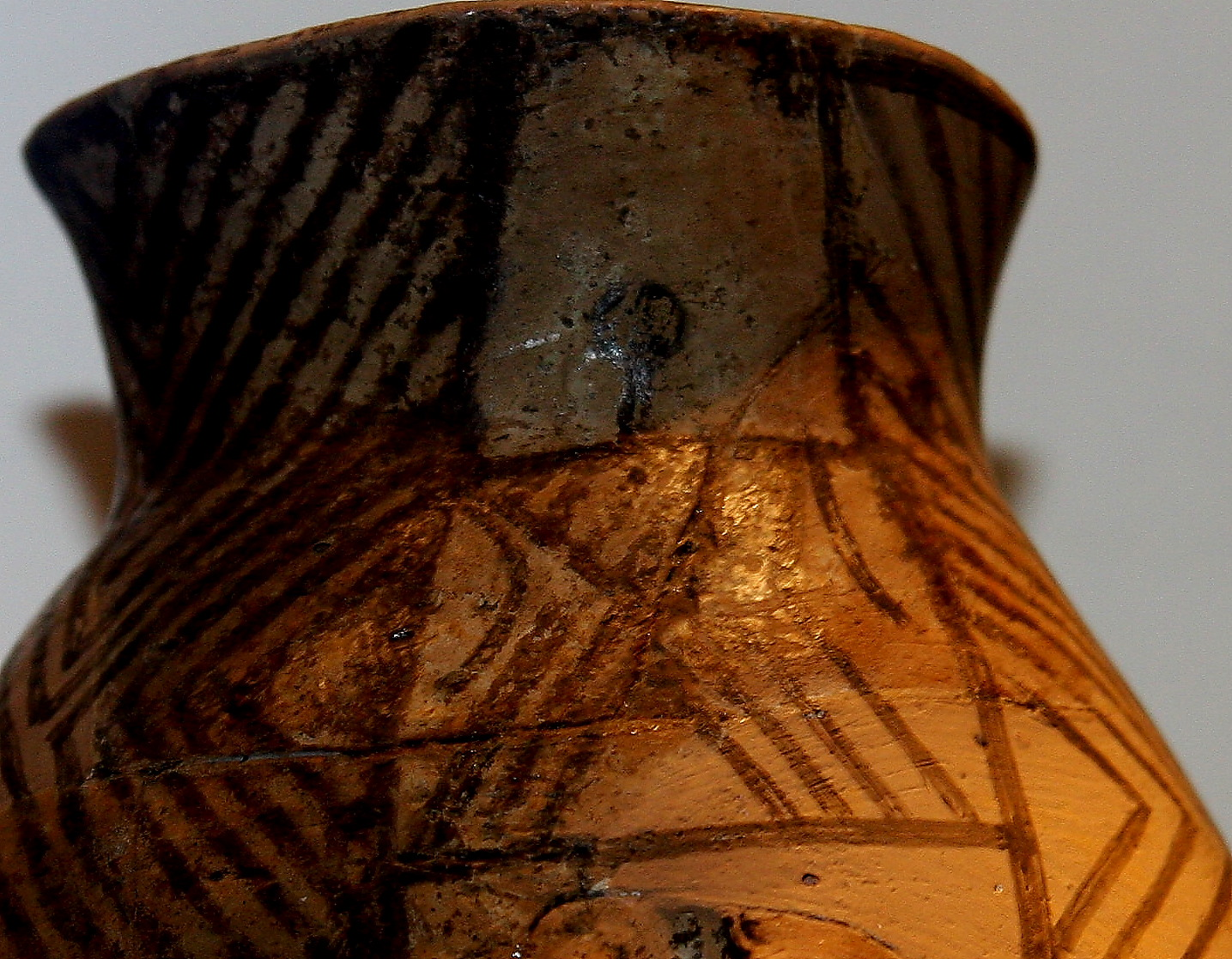
Dea del «Rellotge de Sorra» de la cultura Cucuteni
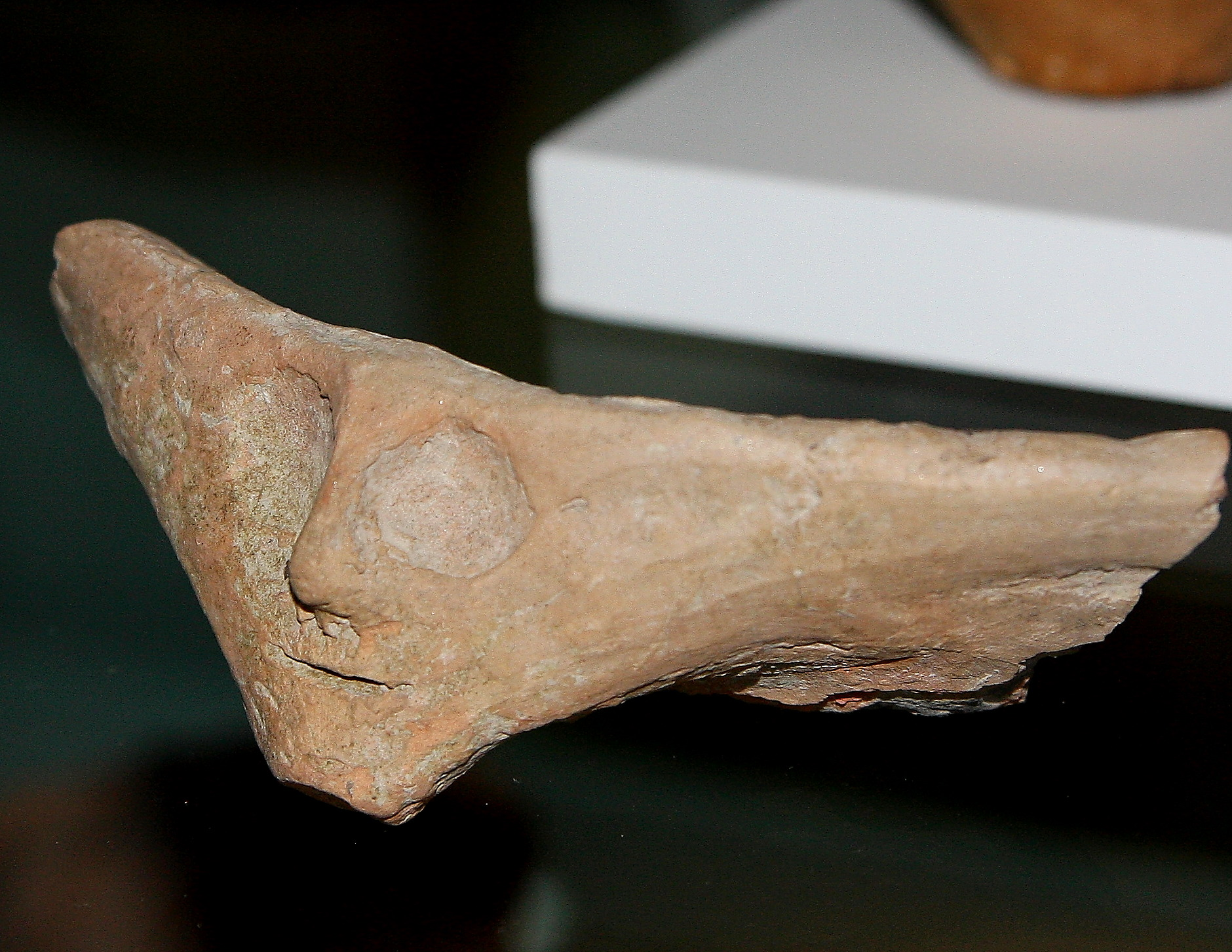
Representació antropomòrfica
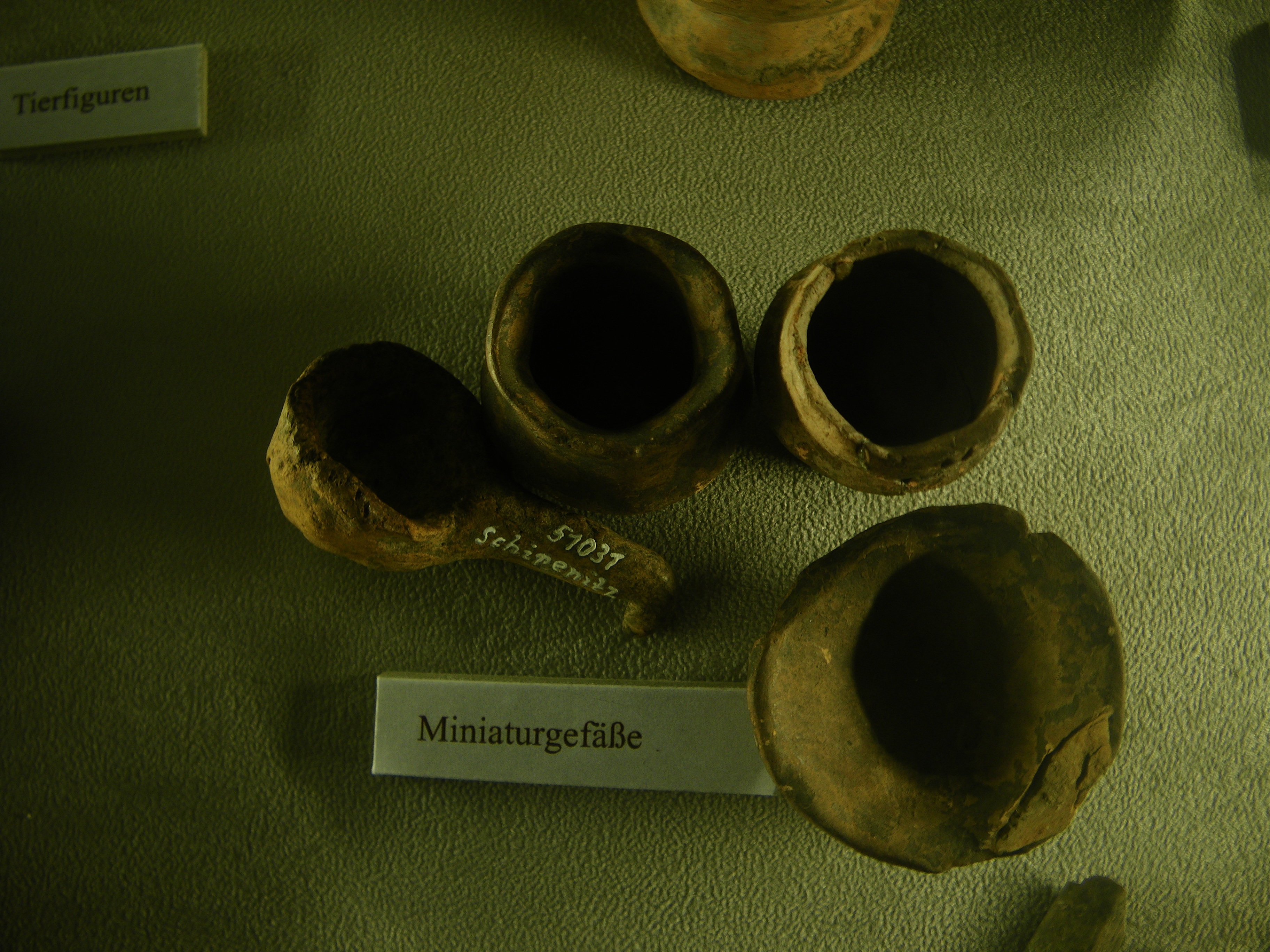
Miniatures de ceràmiques

Alguns d'aquests artefactes originàriament semblaven representar temes ctònics (de l'inframon), i celestials. Durant una excavació al 1973 al lloc de Cucuteni-Trypillia a Ghelăiești, prop de la ciutat de Neamt, Romania, l'arqueòleg Ștefan Cucoș descobrí una casa al centre del llogaret que era el santuari comunitari. El relat següent de l'arqueòloga croata Marina Hoti descriu les troballes en aquest santuari:
| « | Al cantó sud-est de la casa es trobà un gerro envoltat de sis gerros sota el pis. El gerro central estava al revés, cobrint un altre recipient amb una tapadora, on hi havia quatre figures antropomòrfiques disposades en creu mirant les quatre bandes del món. Dues figures estaven pintades amb línies i tenien caps i potes negres; les altres dues no eren de color, però tenien rastres de roig-ocre. | » |

## Estatuetes de la Dea Mare
Com a evidència d'arqueologia, s'han descobert milers d'artefactes del Neolític europeu, principalment en forma de figures femenines. Com a resultat, s'ha produït una teoria de la dea. La historiadora principal en fou Marija Gimbutas; així i tot, aquesta interpretació és un tema de gran controvèrsia en arqueologia per les moltes inferències sobre els símbols en els artefactes.
Alguns investigadors consideren que els símbols utilitzats per a representar la feminitat són el «rombe de la fertilitat» i el «triangle» com a símbol de la fecunditat. La creu, que simbolitza el poder de fertilitat i renovació de la natura, a vegades s'usava per a representar la masculinitat, així com les fases de la lluna.

## Figures del "Cercle de Dees"

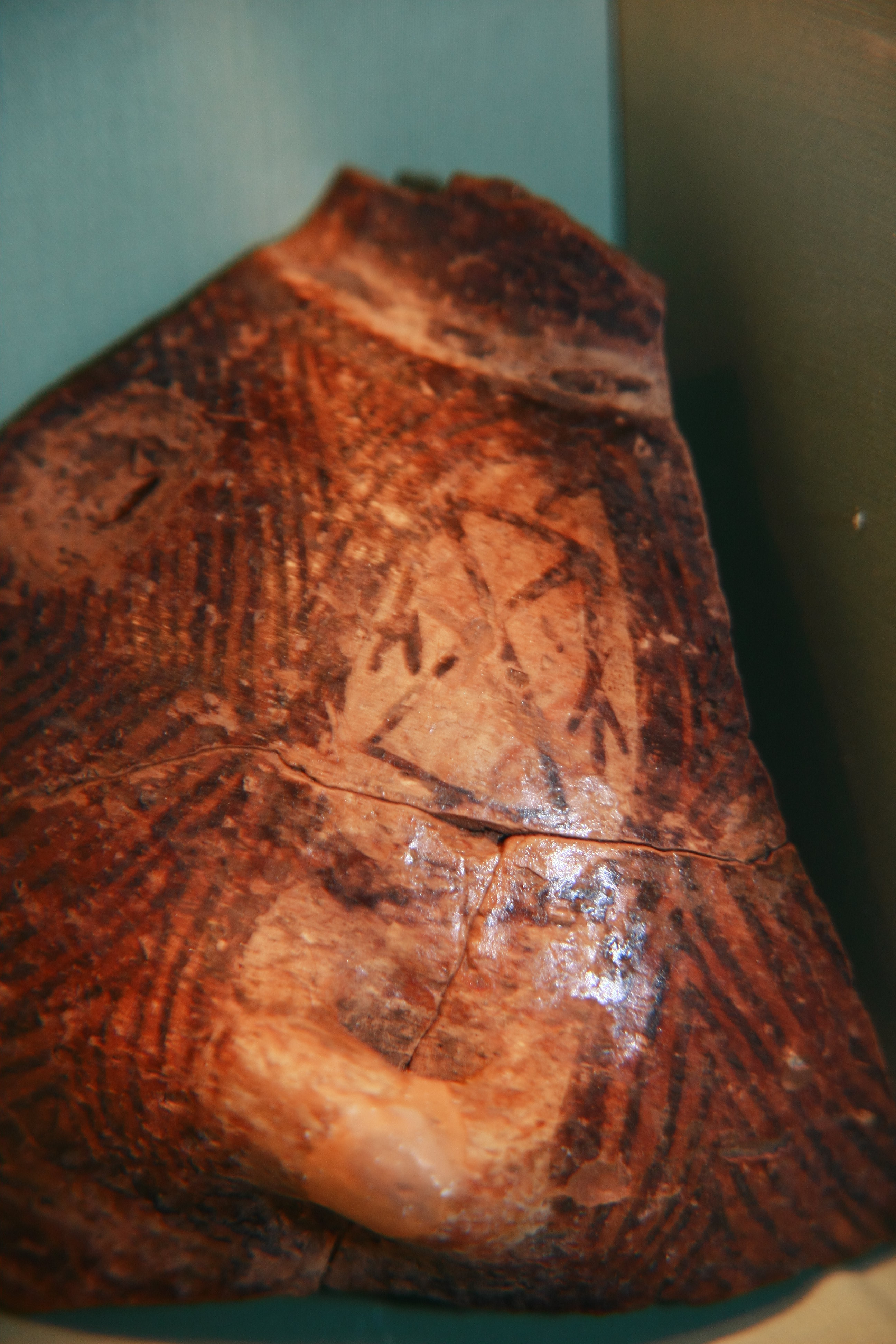
Dea amb el disseny del doble triangle («Rellotge d'arena») i «Mans d'ocell»

Aquestes reunions rituals es realitzaven amb un gerro que tenia una forma molt anòmala a l'estil pre-Cucuteni i es trobava ple de terra i palla. Els objectes de culte s'exposaven i s'adoraven durant les cerimònies magicoreligioses. El seu ús repetit està demostrat per la presència d'alguns petits trencaments de desgast. Quan no estaven en servei del ritual, probablement s'emmagatzemaven en aquest recipient. La presència de terra sota algunes figuretes guardades al gerro, i l'evidència de cariòsids en la superfície de dues estatuetes i quatre tamborets dugué alguns investigadors a pensar que les peces havien estat dipositades en terra i palla amb finalitats màgiques: s'havien deixat per brollar: totes les estàtues eren diferents. Algunes en porten decoracions geomètriques. N'hi havia estatuetes madures —que ja havien donat a llum—, estatuetes joves —que encara no han donat a llum—, i un nadó. Només les estatuetes madures podien asseure's a la dreta als tamborets d'argila.

## Estatuetes de Dea dels Ocells

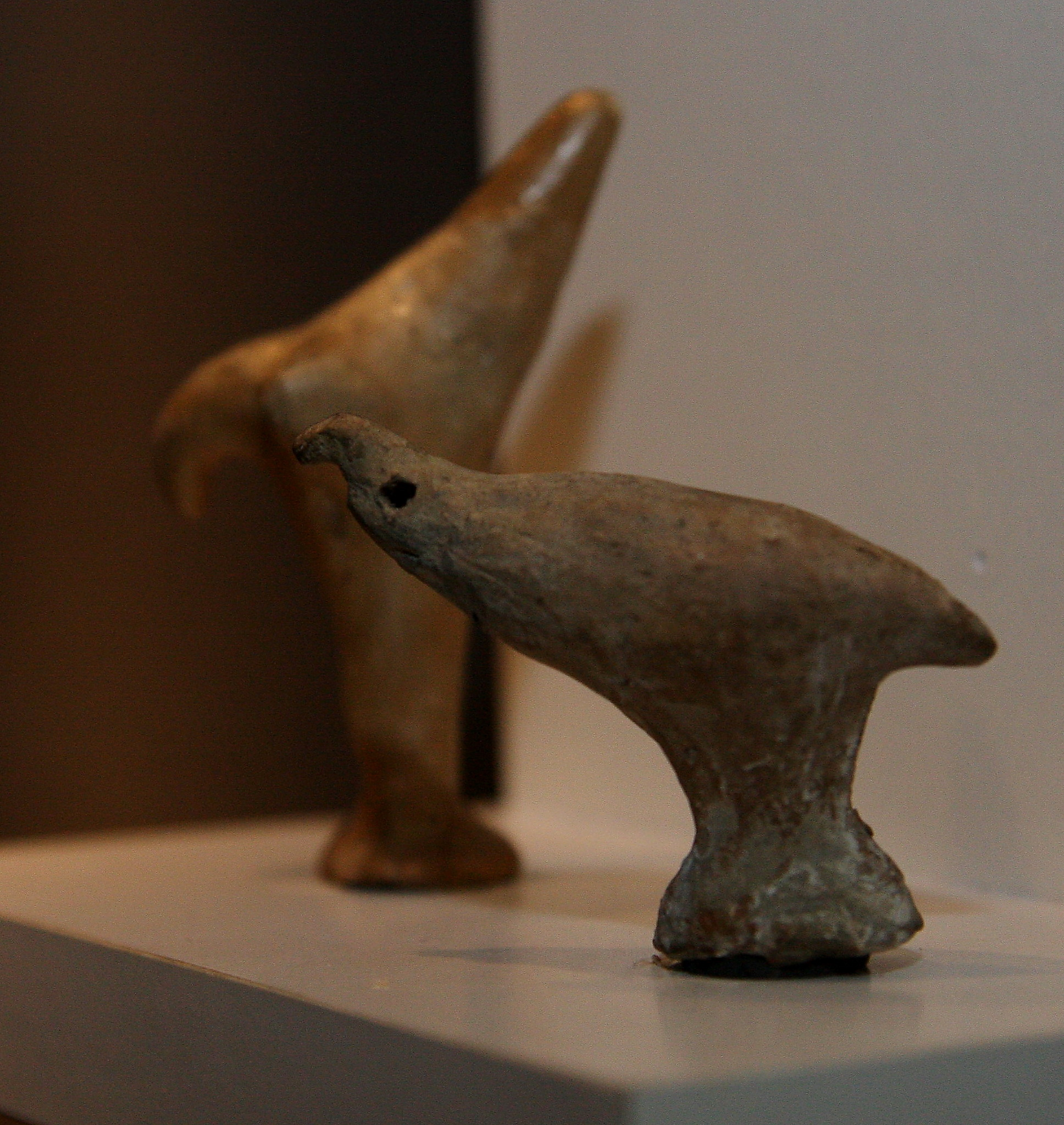
Dees dels Ocells

Segons alguns investigadors com Gimbutas i Lazarocici, en les comunitats de pre-Cucuteni, els ocells mítics possiblement encarnaven un principi solar i el renaixement de la vida, com un símbol de prosperitat i protecció.

## Ritus funeraris
Una de les preguntes sense resposta en la cultura Cucuteni-Trypillia és el petit nombre d'artefactes associats als ritus funeraris. L'evidència de l'activitat funerària hi és gairebé invisible. L'arqueòleg Douglass W. Bailey diu que es distingeix entre la zona oriental de Trípoli i l'occidental de Cucuteni-Trypillia:
| « | No hi ha cementeris de Cucuteni, i els de Trípoli que s'han descobert són molt tardans. | » |

El descobriment de cranis és més freqüent que altres parts del cos; com que encara no s'ha realitzat un estudi estadístic exhaustiu de totes les restes òssies dels jaciments de Cucuteni-Trypillia, no es pot determinar amb precisió, de moment, l'anàlisi posterior a l'excavació d'aquests descobriments.
Alguns historiadors han contrastat les pràctiques funeràries de la cultura Cucuteni-Trypillia amb la veïna cultura de la ceràmica de bandes, que existí des de 5500-4500 ae a la zona de l'actual Hongria i que s'estén cap al centre d'Europa, fent-la coincidir amb les fases Pre-Cucuteni a Cucuteni A. Les evidències arqueològiques dels llocs de ceràmica lineal o de bandes han demostrat que practicaven la cremació, així com la inhumació. Sembla, però, que en la cultura de la ceràmica de bandes es feia una distinció quant al lloc d'enterrament dels cossos, basada en el gènere i la dominació social. Les dones i els nens s'enterraven sota el pis de la casa, mentre que els homes no hi apareixien, la qual cosa indica que alguna altra pràctica es realitzava amb els cadàvers dels homes. Marija Gimbutas, autora de The civilization of the Goddess: the world of Old Europe ('La civilització de la dea: el món de la vella Europa'), hi teoritza que les dones i els nens estaven associats a la llar, per això se soterraven sota la casa, per connectar-ne els cossos amb la llar.
En conjunt, prenent en consideració aquestes característiques de la cultura veïna de la ceràmica de bandes, els estudiosos han teoritzat sobre altres llocs Cucuteni-Tryilia on podria haver-hi evidència de la pràctica de la cremació. Els arqueòlegs han discutit l'ampliació de les àrees de recerca al voltant dels llocs Cucuteni-Trypillia coneguts per cobrir una àrea més àmplia, i emprar-hi tècniques modernes per tractar de trobar evidència de llocs perifèrics on es podria trobar activitats funeràries.
Les arqueòlogues romaneses Silvia Marinescu-Bîlcu i Alexandra Bolomey suggereixen una pràctica comuna d'abandó del cos a mercé de la Mare Natura, pràctica que pot ser semblant a la tradició zoroàstrica de col·locar els cossos dels morts sobre una torre del silenci (o Dakhma), que després són alimentats per les aus carronyeres.

L'arqueòloga russa Tamara Grigorevna Movsha proposà una teoria, al 1960, per explicar l'absència d'alguns ossos considerats amb poders màgics i que es dispersaren a propòsit en tot l'assentament.Altres han suggerit pràctiques de canibalisme o excarnació, que és la pràctica de traure la carn i els òrgans dels morts, deixant-ne només els ossos. L'arqueòleg romanés Sergiu Haimovici escriu sobre aquest descobriment:
| « | ...Alexandra Bolomey... en feu una revisió, d'una sèrie de... restes humane, (i) trobades... si més no en part, (que) tenen un caràcter de culte del sacrifici humà i potser fins i tot... una antropofàgia sectària. | » |

## Cremació
Diversos investigadors tenen algunes hipòtesis sobre els ritus de Cucuteni:
1. Ritu d'incineració de les cases Cucuteni-Trypillya, segurament associat a l'enterrament i la immolació:
2. Un ritu que considera el sacrifici enterrat sota les cases o en l'assentament, dels animals, els seus caps o altres parts, possiblement associat a la cerimònia d'immolació.[12]
3. Un ritu que consisteix a enterrar sota les cases o en l'assentament cranis humans, ossos, de vegades cremats, dels morts, possiblement també associats amb la immolació.
4. Els ritus, associats amb l'ús del foc, quan estan en pou o fossa, probablement es relacionen amb immolació. També alguns investigadors argumenten que en alguns rituals de la cultura de Cucuteni s'han usat figuretes d'argila antropomorfes, zoomorfes i atuells binoculars.[13]